# 宣传

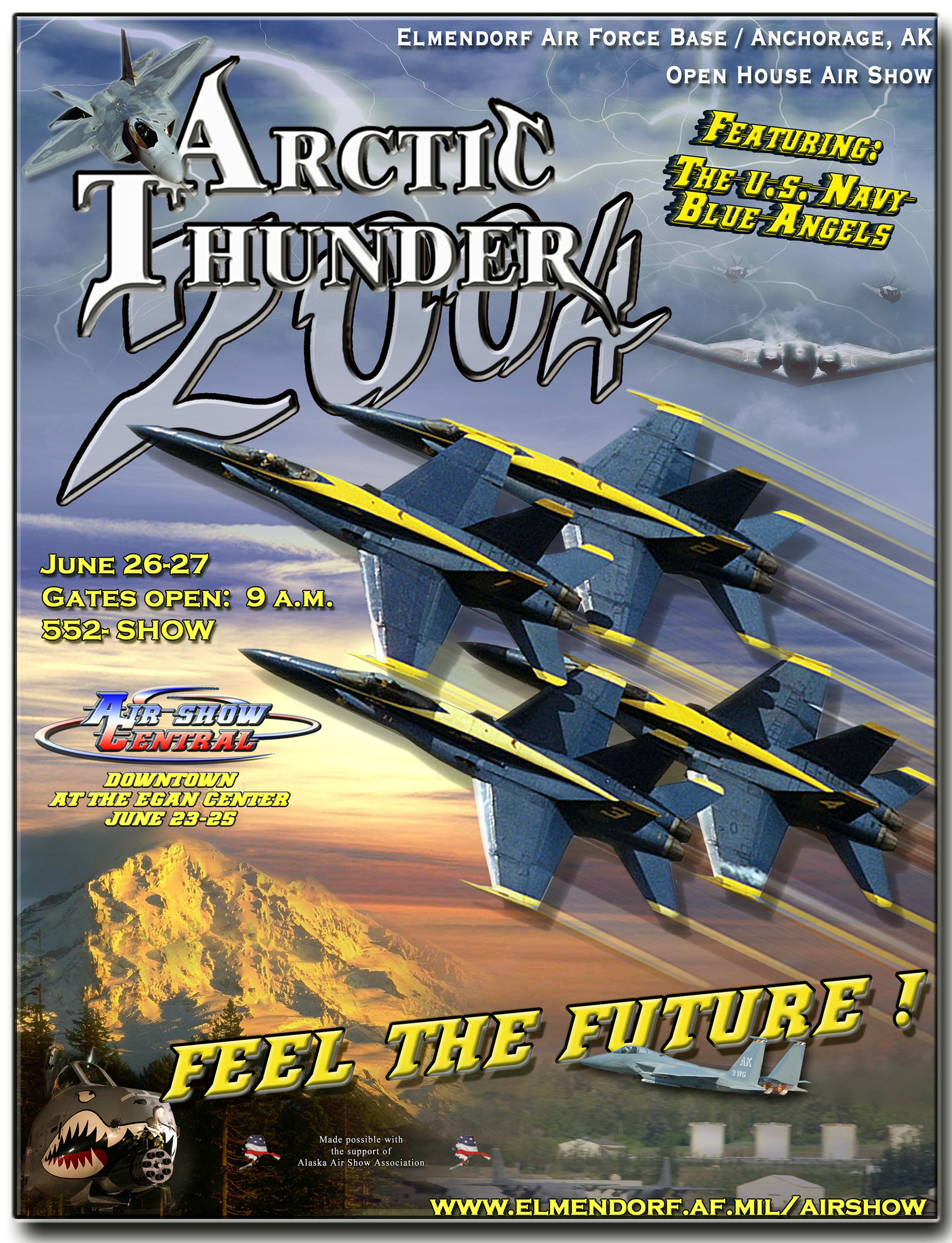
藍天使特技飛行的宣傳海報

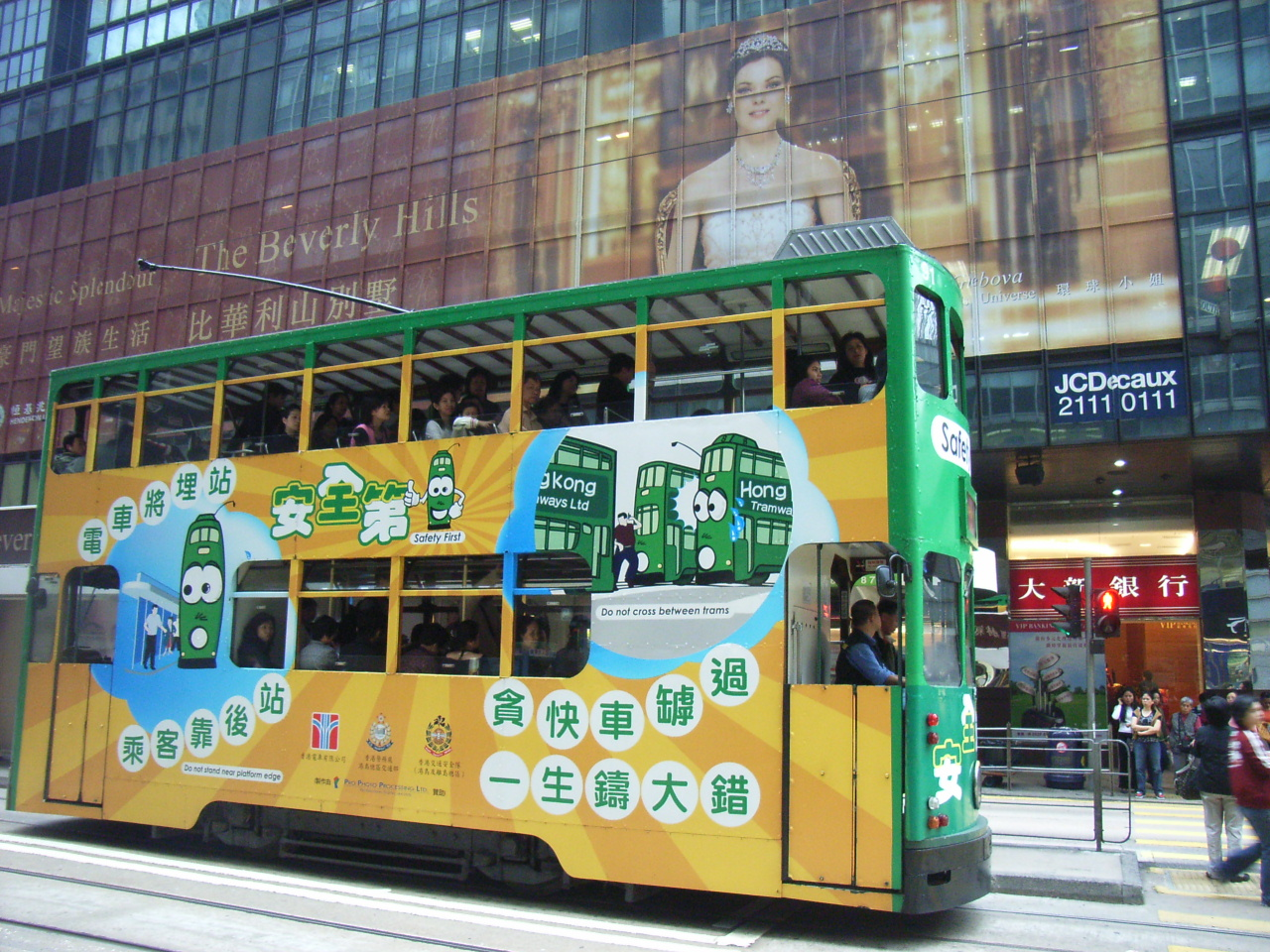
戶外廣告媒體

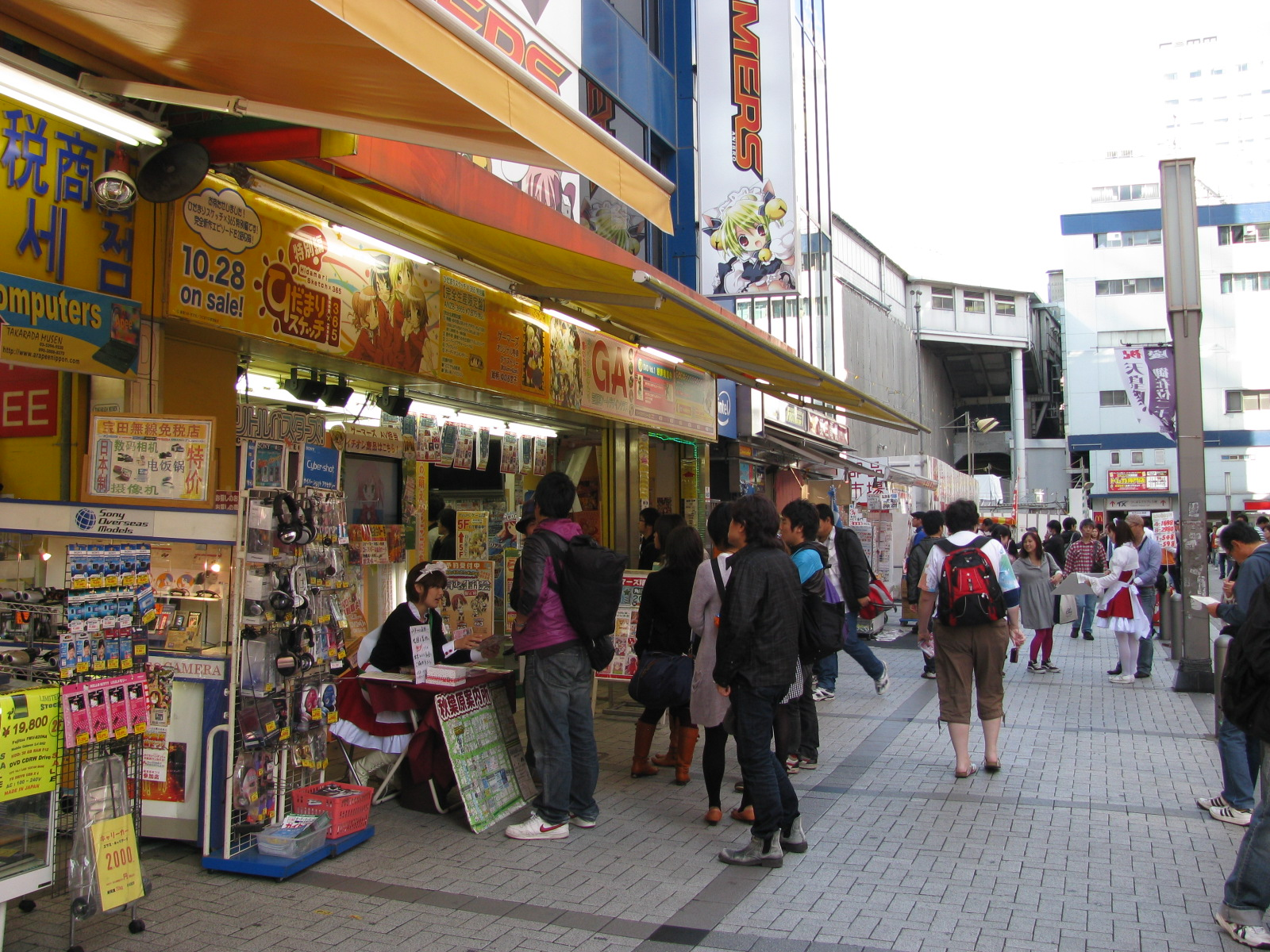
日本街頭促銷活動

宣傳（英語：Publicity），宣傳可以是任何產品，服務或公司的為提高公眾可見度或知名度所使用的方式。它也可能指訊息從原本只有少數人得知到更多人得知的過程，通常但並非總是通過媒體。宣傳的主題包括具有公共利益，商品和服務，組織以及藝術品或娛樂作品等不同種類。
在西方，宣傳原本的含意是「散播哲學的論點或見解」。同樣的手法用於企業或產品上時，則常稱為公關或廣告。
宣傳者常被稱爲公關（公共關係）人員。公關（PR）可以建立幫助與公眾進行溝通。這可以無需使用大眾媒體。從銷售的角度來看，宣傳是促銷和銷售的組成部分。
關於（Propaganda）及其含義，請見政治宣傳。

## 歷史
中国古籍中最早使用“宣传”的是西晋陈寿《三国志》中《蜀·彭羕传》中言：“先主亦以为奇，数令羕宣传军事，指授诸将，奉使称意，识遇日加。”中国古代宣传含义有传达、宣布之意。

## 公關人員
公關人員是指負責為公司，產品，公眾人物或書籍，電影或樂隊等作品進行宣傳和管理的人。公關人員通常充當委托人與公眾之間的橋樑。在危機中，公關人員經常試圖利用這種情況作為將其名字納入媒體的機會。

## 負面宣傳
宣傳還可能對被宣傳的人產生負面影響。影響消費者購買決定的最重要因素之一是公司，品牌或個人如何進行負面宣傳。負面宣傳可能會導致企業內收入或市場份額的重大損失。它也可能會損害消費者對品牌或其產品的看法。負面宣傳的高度信譽和更大的影響力可能會對公司形象造成潛在損害。與公司有關的危機也可能導致負面宣傳。
儘管負面宣傳可能造成破壞性影響，但負面宣傳可能並不總是具有預期的效果。與正面宣傳相反，負面宣傳實際上可能會得到更多關注。負面宣傳並不總是有害的，並且識別出具有強烈態度的品牌的消費者可能不會受到所形成負面宣傳的影響。

## 西语
西方語言中的Propaganda這個字源於拉丁文的propagare（散播），最早可追溯至17世纪，在1622年時由教宗所成立的傳信部（教宗額我略十五世时期）用於團體名稱中，以对抗新兴清教改革理念。Propaganda在早期沒有負面含意。

## 特点
宣傳與廣告經常使用相同的技巧，事實上，廣告也可以被視為一種促銷商業產品的宣傳，而宣傳則通常用於政治或國族的主題中。宣傳可以透過傳單、海報、電視、廣播等方式進行，並且可以延伸至所有的媒體形式。
宣傳與其他溝通方式另一個差別在於：宣傳者究竟是想混淆或欺騙民眾，或是透過說服的方式使其理解。對於宣傳者而言，儘管要宣傳的訊息可能並不真確或者僅為片面之詞，但他並不會介意。
英语的宣傳（propaganda）除了少数作为「广告」的意思外，通常是一個贬义词。但在部分西班牙語系的國家中，Propaganda等同於廣告。

## 種類
宣傳也可以被當成心理戰的一種方式。
宣傳可分為：
- 白色宣傳有明確的消息來源；
- 灰色宣傳會偽裝成來自中立的來源，但事實上源於敵人；
- 黑色宣傳偽裝成友善的訊息來源，其實敌方散布出来的。

## 技巧
根據社會心理學家研究，宣傳者為了讓人信服某些不真確的訊息，所以也會使用大量的邏輯謬誤。
- 平民法：企圖使閱聽人相信，宣傳者本身及他們的想法都來自人民，所以會為人民服務，而且對人民有好處。為了贏得人民的信賴，宣傳者會利用與人民相同的行為及風格來溝通，例如人民的語言、服飾、語調、詞彙。
- 訴諸恐懼：宣傳者警告閱聽人可能面臨的危險或災難，如果閱聽人不立刻跟隨或改變信念，就會身陷於危難當中。
- 樂隊花車：宣傳者營造出一種「加入我們，否則就是與大家作對」的氣氛，要求閱聽人接受某種彷彿大家都接受的想法。
- 紅鯡魚：當宣傳者面臨危機的時候，利用一個不相干的事件或議題，將群眾的注意力移開原先關注的議題上。
- 代罪羔羊：宣傳者將問題的責任簡化後，加諸於某少數族群、事物或個人身上，規避大多數人的責任。
- 證言法：讓知名公眾人物或一般民眾利用書面或實際演說的方式，替特定事物證明或背書，藉此提高事物的可信度。
- 貼標籤：將某項事物與負面的符號連結在一起，宣傳者利用這種技巧，讓閱聽人在沒有任何依據的情況下，單單憑藉著被賦予的負面符號就直接拒絕某種事物或人物。
- 雙言巧語：一種故意扭轉或隱藏原意的修辭法，利用新的詞彙來取代原有的意涵，影響閱聽人的情緒，有時候可以視為一種委婉的表達方式，不過被政府、軍隊或企業使用時，通常稱為雙言巧語。

## 外部連結
- 加拿大戰時宣傳 - 加拿大戰爭博物館（页面存档备份，存于）
- PR Watch（页面存档备份，存于）
- 「倒扁運動」中的政治宣傳技巧（页面存档备份，存于）